# Palacio real de Ugarit
El Palacio real de Ugarit fue la residencia real de los reyes del antiguo reino de Ugarit, en la costa mediterránea de Siria. El palacio fue excavado con el resto de la ciudad desde la década de 1930 por el arqueólogo francés Claude FA Schaeffer y es considerado uno de los más importantes hallazgos realizados en Ugarit.
El palacio, situado en la esquina noroeste de la ciudad, abarcó un área de 6.500 metros cuadrados (70.000 pies cuadrados). El área del palacio estaba rodeada por una muralla fortificada que data del siglo XV antes de Cristo. La puerta principal del palacio estaba protegido por una serie de torres, conocido como la Fortaleza, con 5 metros (16 pies) de paredes gruesas.